# Durğan
Durğan è un comune dell'Azerbaigian situato nel distretto di Lerik. Conta una popolazione di 441 abitanti.